# Georges Germain
Pour les articles homonymes, voir Germain.
Georges Germain, né le 6 octobre 1920 à Paris (Seine) et mort le 25 septembre 2001 à Cannes (Alpes-Maritimes), est un homme politique français.

## Détail des fonctions et des mandats
Mandat parlementaire
- 19 février 1965 - 2 avril 1967 : Député de la Seine